# .mx
.mx е интернет домейн от първо ниво за Мексико, който е наново отворен за регистрации от NIC México.

## Домейни от второ ниво
- .com.mx
- .net.mx
- .org.mx
- .edu.mx
- .gob.mx